# 截形嵩草
截形嵩草（学名：Carex lepidochlamys），为莎草科薹草属下的一种植物。